# 947 a.C.

## Mortes
- Zhou Muwang, rei da dinastia Zhou.